# 杉山直 (天文学者)
杉山 直（すぎやま なおし、1961年7月18日 - ）は、日本の天文学者。2022年4月から国立大学法人東海国立大学機構大学総括理事・副機構長、名古屋大学総長。専門は、宇宙論、特に宇宙背景放射。理学博士（広島大学、1989年）。数物連携宇宙研究機構の主任研究員でもある。

## 人物
ドイツで当時フンボルト財団のフンボルトフェローとして留学中だった独文学者杉山好の子として生まれる。東京都国立市で育ち、小学校から神奈川県川崎市に転居した。神奈川県立多摩高等学校を経て、早稲田大学大学院理工学研究科で素粒子物理学を学んだが、早稲田大学に宇宙論の研究室がなかったため、広島大学大学院理学研究科に進学し、広島大学理論物理学研究所で宇宙重力理論の研究などを行い、1989年には広島大学大学院理学研究科物理学専攻博士後期課程を修了した。また、広島時代は予備校でのアルバイトも経験し、人気物理講師として好評を博した。その後、国立天文台理論天文学研究系教授となるが、研究室を主宰して学生を育成したいという思いから2006年に名古屋大学大学院理学研究科に移籍。自身の宇宙論研究室を30人規模の大規模研究室にまで育てた。2022年から名古屋大学総長。

### 略歴
- 1980年：神奈川県立多摩高等学校卒業[3]
- 1984年：早稲田大学理工学部物理学科卒業[3]
- 1986年：早稲田大学大学院理工学研究科博士前期課程修了[3]
- 1989年：広島大学大学院理学研究科物理学専攻博士後期課程修了（広島大学理論物理学研究所に所属）、理学博士[3][4]

（学位論文「Gauge invariant cosmological perturbations with cold dark matter コールドダークマターを伴ったゲージ不変な宇宙論的摂動」）
- 1989年：京都大学理学部研究員（素粒子奨学生、日本学術振興会特別研究員）
- 1991年：東京大学理学部助手（佐藤勝彦研究室）
- 1993年：カリフォルニア大学バークレー校研究員（日本学術振興会海外特別研究員）
- 1996年：京都大学大学院理学研究科助教授
- 2000年：国立天文台理論天文学研究系教授
- 2006年：名古屋大学大学院理学研究科教授（素粒子宇宙物理学専攻 素粒子宇宙物理系 宇宙論研究室（C研））
- 2017年：名古屋大学理学研究科長・理学部長[3]
- 2019年：東海国立大学機構 名古屋大学 副総長（統括・総合調整担当）[3]
- 2020年：東海国立大学機構理事（研究・国際担当）、名古屋大学副総長（筆頭、統括・研究担当）[3]
- 2022年：東海国立大学機構大学総括理事・副機構長 名古屋大学 総長[3]

### 受賞・栄典
- 2001年：西宮湯川記念賞受賞
- 2006年：第3回日本学術振興会賞受賞
- 2008年：林忠四郎賞受賞

### 研究内容・業績
- 専門は、宇宙論、特に宇宙背景放射。
- 宇宙初期の密度揺らぎによる、宇宙マイクロ波背景輻射の揺らぎの性質を、Wayne Huとの数々の共著論文などにおいて、相対論的に定式化して計算する方法を開発した。この方法はその後のCOBE、WMAPの観測結果との比較から、宇宙年齢やダークマターの存在量、ダークエネルギーの存在を明らかにする端緒となる先駆的な研究である。

### 家族・親族
- 父：杉山好(すぎやま よしむ)はドイツ文学者。
- 母：自宅で英語塾を開いていた[3]。
- 弟：杉山至は舞台美術家。

## 著書

### 単著
- 膨張宇宙とビッグバンの物理（岩波書店 2001年）
- 宇宙 その始まりから終わりへ（朝日新聞社 2003年）
- 講談社基礎物理学シリーズ9 相対性理論（講談社 2010年）
- 宇宙の始まりに何が起きたのか ビッグバンの残光「宇宙マイクロ波背景放射」 (講談社 2020年)[5]

### 共著
- 宇宙論II 宇宙の進化 （二間瀬敏史、池内了、千葉柾司編：杉山直他 日本評論社 2007年）